# 彩木里紗
彩木 里紗（さいき りさ、1989年7月12日 - ）は、日本の元女優、元グラビアアイドル。

## 人物・来歴
千葉県出身。「明日の釈由美子の妹分を探せ!」オーディションで合格し、芸能界入りを果たす。趣味は手話（『星の金貨』に影響されて）、動物が大好き。特技は見るだけ占い、ピアノ、テニス、ホルン、バトントワリング。「必笑－必咲－必翔」というのが目標でよくその言葉を使う。
過去に所属した事務所はトミーズアーティストカンパニー、セント・フォース。
2012年10月から、三人組ユニットM-3hreeに加入（くぼたみか、三島ゆかり、彩木里紗）。ライブや舞台活動を行った。2013年4月からは、西本明日香、高山璃奈と共に三人組ユニットBe Flourishを結成、M-3hreeは解散してBe Flourishメインでライブなどを行っている。Be Flourishは2014年3月に解散した。

## 交友関係
- 『太陽と海の教室』で共演して以来、源崎トモエとは大の仲良しで、お互いの誕生日会を開いている。
- Be Flourishのメンバーの、西本明日香ともすごく仲良し。本人曰く「明日香とは出会う運命だった」と発言するくらい結成してすぐに仲良くなった。

たびたび両方のブログやTwitterに名前が出る。

## 出演

### テレビドラマ
- 山田太郎ものがたり（2007年、TBS）- 三宅真理 役　ドラマ初出演
- 太陽と海の教室（2008年、フジテレビ）- 諏訪瞳 役
- チーム・バチスタの栄光（2008年、関西テレビ・フジテレビ）- 田口翠 役
- チーム・バチスタ第2弾 ナイチンゲールの沈黙（2009年、関西テレビ・フジテレビ）- 田口翠 役
- 恋なんて贅沢が私に落ちてくるのだろうか?（2012年、フジテレビTWO）- 麻紀 役

### バラエティ
- ゲーマーズTV 夜遊び三姉妹 〜今夜も上上下下左右左右BA〜（2012年、日本テレビ）
- 志村&鶴瓶のあぶない交遊録（2012年、テレビ朝日）
- 今夜もドル箱S（M-3hreeの一員としてレギュラー入り）（2012年10月 - 2013年9月、テレビ東京）

### CM
- ミツカン 金のつぶ「ほね元気」編
- ソニーミュージック「Jポッパー伝説〜コーポレーションアルバム〜」
- ファミリーマート 東北地方・長野・新潟限定CM

## グラビア
- 金のEX
- 週刊実話
- 夕刊フジ
- 週刊大衆
- FLASH
- ヤングサンデー（YS乙女学院 2007年度生徒）
- ヤングサンデー（巻末グラビア）
- 少年チャンピオン
- 週刊アスキー
- ヤングジャンプ
- EX大衆
- H10 ヘイセイ1ネンノオンナノコ
- memew
- girls!
- 週刊プレイボーイ

## DVD
1. 逢いたかった（2012年10月21日、トリコ）
2. GreenレーベルVol.19 Mistic（2013年4月26日、竹書房）
3. GreenレーベルVol.21 Secret Body（2013年7月26日、竹書房）
4. 月桃花（2013年10月25日、スパイスビジュアル）
5. 恋しいキミへ（2014年1月31日、シャイニングスターエンターテイメント）
6. 危険なほどに君が好き..（2014年4月25日、グラッソ）※BD同時発売

## ネット
- ニコレット禁煙ツアー 〜陽菜ガイド〜　人気投票1位
- 株式会社フルタイム運営サイト「nicheee!」[3]